# Hibernation
Hibernation és un curtmetratge britànic de 15 minuts realitzat el 2005 per John Williams.

## Repartiment
- Adam Arnold: Jason
- Sonny Rooney: Sidney
- Peter Reynolds: Hunter
- Adam Paroussos: Robin

## Premis
- Rhode Island International Film Festival 2005: Grand Prix.
- Edinburgh International Film Festival 2005: millor Curtmetratge britànic.
- Brest, European Short Film Festival 2005: millor Pel·lícula.
- Zagreb International Film Festival 2005: millor Curtmetratge.
- Haloween Short Film Festival 2005: Premi del públic.
- Uppsala Short Film Festival 2005: Pel·lícula millor per a nens, premi del públic.
- Manhattan Short Film Festival: 2005: Grand Prix.
- Cinema Da Mare 2005: Grand Prix.
- Clermont Ferrand 2006: Premi del públic.
- Brit Spotting Berlin 2006: Premi del públic, millor curtmetratge.
- Aspen Shorts Fest 2006: Millor fotografia.
- Opalcine (França) 2006: Premi del públic.
- Prens Ca Court! (Montreal) 2006: Gran Premi, millor curtmetratge internacional.
- Cleveland International Film Festival 2007: Visual Film Award.
- Missatge to Man 2007: St. Petersburg - Directors Guild Award.